# スヴィスラチ川 (ネマン川の支流)
スヴィスラチ川（スヴィスラチがわ、ベラルーシ語: Свíслач, 発音 [ˈsʲvʲisɫatʂ] ( 音声ファイル)、ポーランド語: Świsłocz、ロシア語: Свислочь）とは、ベラルーシのフロドナ（グロドノ）州の川で、ネマン川の支流である。ベラルーシとポーランドの国境に沿って流れている。
フロドナ州南西部のスヴィスラチの近郊にスヴィスラチ川の源流がある。上流は西に向かって流れ、Dublany村近くのベラルーシとポーランドの国境に沿って北に曲がっていく。Ozierany Małe近郊で国境を離れて北東に流れ、フロドナ南東の小さな町スヴィスラチでネマン川に合流する。Odła川、Usnarka川などのいくつかの支流がある。